# Mühlenstraße 192 (Mönchengladbach)

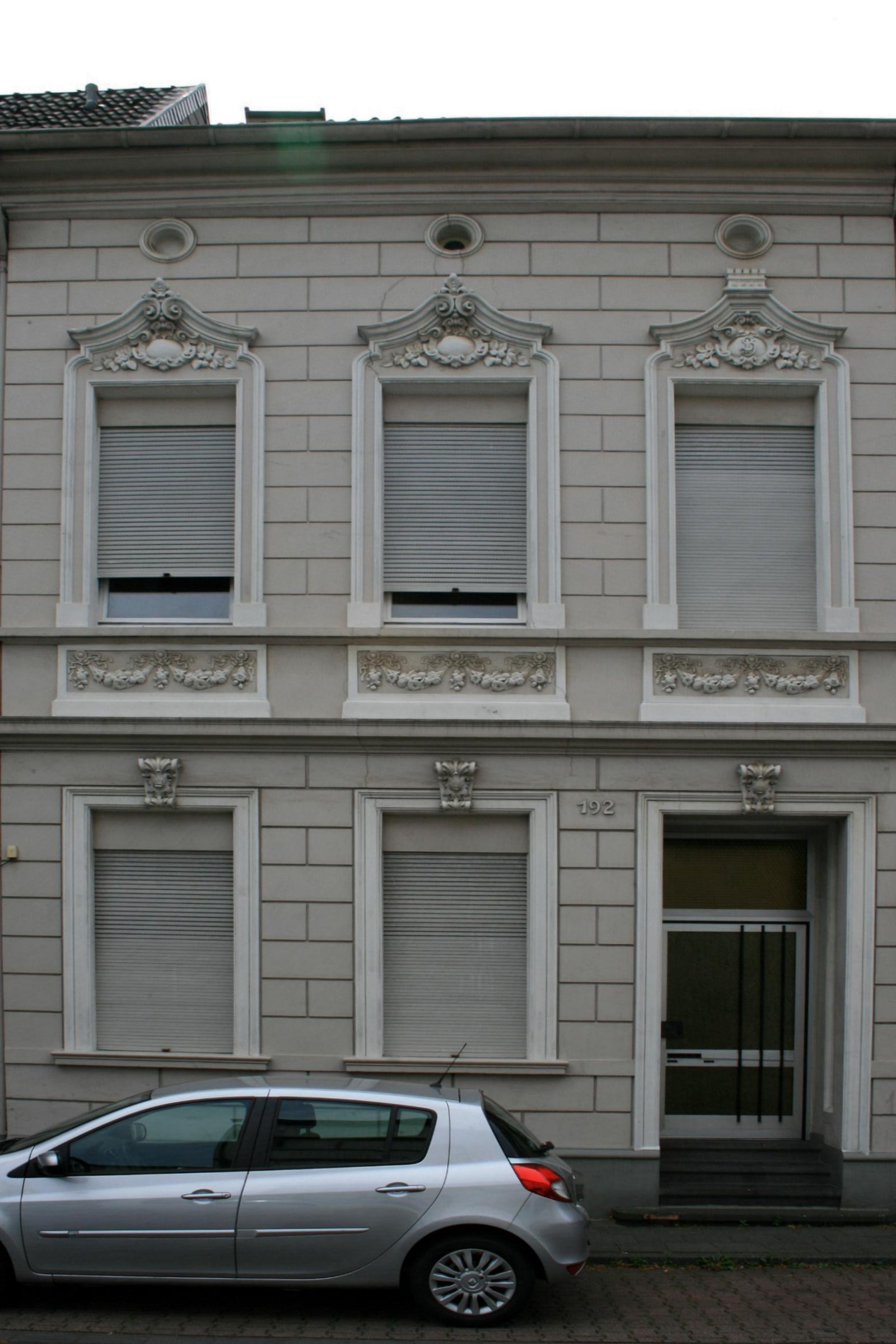
Wohnhaus (2010)

Das Wohnhaus Mühlenstraße 192 steht im Stadtteil Rheydt in Mönchengladbach (Nordrhein-Westfalen).
Das Gebäude wurde nach der Jahrhundertwende erbaut. Es wurde unter Nr. M 028 am 15. Dezember 1987 in die Denkmalliste der Stadt Mönchengladbach eingetragen.

## Lage
Die alte Mühlenstraße verbindet die Friedrich-Ebert-Straße mit dem Stadtteil Geneicken.

## Architektur
Das Haus Nr. 192 ist Bestandteil einer erhaltenen Dreiergruppe. Das um die Jahrhundertwende entstandene Haus zeigt 2:3 Achsen, ist zweigeschossig und wird von einem Satteldach überdeckt.